# Petrovac na Mlavi
Pour les articles homonymes, voir Petrovac.
Petrovac na Mlavi (en serbe cyrillique : Петровац на Млави) est une ville et une municipalité de Serbie situées dans le district de Braničevo. Au recensement de 2011, la ville comptait 7 229 habitants et la municipalité dont elle est le centre 30 325.
Petrovac se trouve à environ 30 km de Požarevac.

## Géographie
Le territoire de la municipalité de Petrovac s'étend sur les pentes nord-ouest des monts Homolje et dans les plaines du Stig et de la Mlava. Les pics les plus élevés du secteur sont le Mali Vukan (732 m), le Veliki Vukan (825 m), le Ježevac (675 m), le Veliki Sumorovac (911 m), le Sornjak (709 m) et le Štubelj (940 m). Outre la Mlava, il est traversé par les rivières Busur, Vitovnica et Šetonjska reka. Trois petits lacs de retenue ont été créés à Busur, Korenica et Ždrelo, pour réguler le cours des rivières et éviter les inondations.
La municipalité, qui fait partie du district de Braničevo, est entourée par les municipalités de Žagubica, Kučevo, Malo Crniće, Žabari, Svilajnac et Despotovac. Elle est traversée par la route qui relie la région de Podunavlje à l'est de la Serbie et à l'est de la route européenne E75, qui relie Belgrade à Niš.

## Histoire

### Les temps anciens
Non loin de la ville, ont été mis au jour des vestiges de la culture de Vinča (entre 6 000 et 3 000 ans av. J.-C.). Ils attestent de l'occupation de la région dès la Préhistoire. 
Le premier nom de Petrovac était Svilne. Près de cette ville, passait une voie romaine, la Via Ignatia, empruntée par les légions qui allaient de Viminacium (aujourd'hui Kostolac), sur le Danube, vers Felix Romuliana (Gamzigrad). Sur cette route se trouvait le castrum romain de la Legio IV Flauia Felix. Des vestiges de ce camp peuvent être vus près de Veliko Laole.

### Moyen Âge
Cette route romaine fut très fréquentée au Moyen Âge. Elle vit passer, notamment, Frédéric Barberousse et les Templiers.
Près de village de Šetonje, le prince Lazar Hrebeljanović et sa femme Milica ont souvent effectué des promenades. Le roi Stefan Milutin a fait construire la porte de l'église Saint-Nicolas à Bari avec l'argent des mines de Vitovnica.
On peut encore voir des vestiges du Moyen Âge à Drman et Kudlina, au cimetière de Jerina et aux monastères de Kamenovo, de Vitovnica et de Gornjak.

### XIXesiècle
Paulj Matejić, le voïvode de Melnica, mena les habitants de la région à la bataille du mont Čegar en 1809. 
La route antique et médiévale fut reconstruite à l'époque du prince Milan IV Obrenović. L'ingénieur Svetozar Mašin, le premier mari de Draga Mašin, a participé à ces travaux. Après la mort de son mari, enterré au cimetière de Karaul, Draga Mašin se remaria avec le prince Alexandre Ier Obrenović. Draga a habité à Petrovac, où, selon la chronique, elle aimait à se promener à vélo. 

### La Seconde Guerre mondiale
La Colline Blanche (Belo brdo) est le point culminant de la région. De ses hauteurs, on peut voir les monts Avala, Rudnik, Bukulja et Juhor. Les nazis y installèrent un émetteur radio.

## Localités de la municipalité de Petrovac na Mlavi

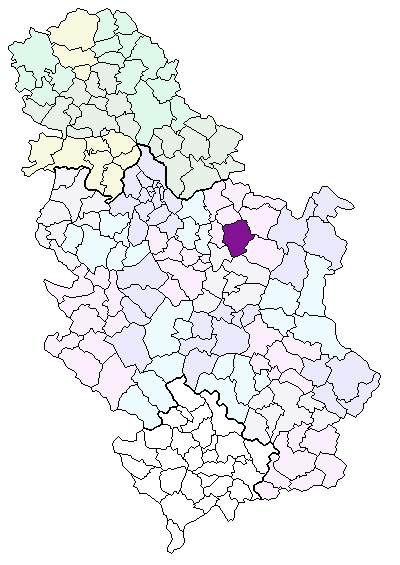
Localisation de la municipalité de Petrovac na Mlavi en Serbie

La municipalité de Petrovac na Mlavi compte 34 localités :
| - Bistrica - Bošnjak - Burovac - Busur - Vezičevo - Veliki Popovac - Veliko Laole - Vitovnica - Vošanovac | - Dobrnje - Dubočka - Ždrelo - Zabrđe - Kamenovo - Kladurovo - Knežica - Krvije - Leskovac | - Lopušnik - Malo Laole - Manastirica - Melnica - Oreškovica - Orljevo - Pankovo - Petrovac na Mlavi - Ranovac | - Rašanac - Stamnica - Starčevo - Tabanovac - Trnovče - Ćovdin - Šetonje |

Petrovac na Mlavi est officiellement classée parmi les « localités urbaines » (en serbe : градско насеље et gradsko naselje) ; toutes les autres localités sont considérées comme des « villages » (село/selo).

## Démographie

### Ville

#### Évolution historique de la population dans la ville
| 1948  | 1953  | 1961  | 1971  | 1981  | 1991  | 2002  | 2011  |
| ----- | ----- | ----- | ----- | ----- | ----- | ----- | ----- |
| 4 327 | 4 673 | 5 261 | 6 231 | 7 383 | 7 728 | 7 851 | 7 229 |

### Municipalité
Les localités de Kladurovo, Manastirica et Starčevo possèdent une majorité de peuplement valaque ; Busur, Melnica et Vitovnica sont habités par une majorité relative de Valaques. À Leskovac, une majorité relative de la population s'est définie comme Yougoslaves au recensement de 2002. Les autres localités possèdent une majorité de peuplement serbe.

## Politique

### Élections locales de 2004
À la suite des élections locales serbes de 2004, les 51 sièges de l'assemblée municipale de Petrovac se répartissaient de la manière suivante :
| Parti                                                  | Sièges |
| ------------------------------------------------------ | ------ |
| Parti socialiste de Serbie                             | 14     |
| Parti démocratique                                     | 12     |
| Parti démocratique de Serbie                           | 6      |
| Mouvement Force de la Serbie                           | 4      |
| Mouvement serbe du renouveau                           | 4      |
| Parti radical serbe                                    | 4      |
| Liste « LiguAca Životić Gera - Za razvoj mlavskog kr » | 3      |
| G17 Plus                                               | 2      |
| Liste « Privrednika i poljoprived »                    | 2      |

Radiša Dragojević, membre du Parti socialiste de Serbie, a été élu président (maire) de la municipalité de Petrovac.

### Élections locales de 2008
À la suite des élections locales serbes de 2008, les 50 sièges de l'assemblée municipale de Petrovac se répartissaient de la manière suivante :
| Parti                                                                         | Sièges |
| ----------------------------------------------------------------------------- | ------ |
| Parti socialiste de Serbie - Parti des retraités unis de Serbie - Serbie unie | 18     |
| Parti démocratique - Mouvement serbe du renouveau                             | 13     |
| Parti démocratique de Serbie                                                  | 6      |
| Parti radical serbe                                                           | 6      |
| G17 Plus                                                                      | 3      |
| Nouvelle Serbie                                                               | 3      |
| Autres (parti valaque)                                                        | 1      |

Radiša Dragojević a été réélu président de la municipalité.

## Tourisme
La région de Petrovac na Mlavi offre des possibilités pour les amateurs de randonnée, de pêche ou chasse. On y trouve également de nombreux vestiges datant de la Préhistoire, de l'Antiquité et du Moyen Âge. À proximité de la ville se trouve le monastère de Vitovnica, sans doute construit entre 1289 et 1291 par le roi Stefan Milutin ; son église conserve de nombreuses fresques. Le monastère de Gornjak, situé dans la gorge du même nom, a été fondé en 1380 par le prince Lazar Hrebeljanović ; son église, creusée dans la paroi rocheuse, est ornée de fresques des XIVe et XVe siècles. Ces deux établissements religieux relèvent de l'éparchie de Braničevo.

## Personnalités
- Petar Dobrnjac
- Feliks Kanić
- Joakim Vujić
- Arsenije III Čarnojević